# 欧努瓦 (孚日省)
欧努瓦（法語：Aulnois，法語發音：[onwa] ⓘ）是法国大东部大区孚日省的一个市镇，属于讷沙托区。

## 地理
欧努瓦（48°15'26"N, 5°47'2"E）面积4.44 平方千米，位于法国大東部大區孚日省，该省份为法国东北部内陆省份，北起默兹省和默尔特-摩泽尔省，西接上马恩省，南至上索恩省和贝尔福地区省，东临上莱茵省和下莱茵省。
与欧努瓦接壤的市镇（或旧市镇、城区）包括：奥兰维尔、朗达维尔、博夫勒蒙、阿涅维尔和龙库尔。

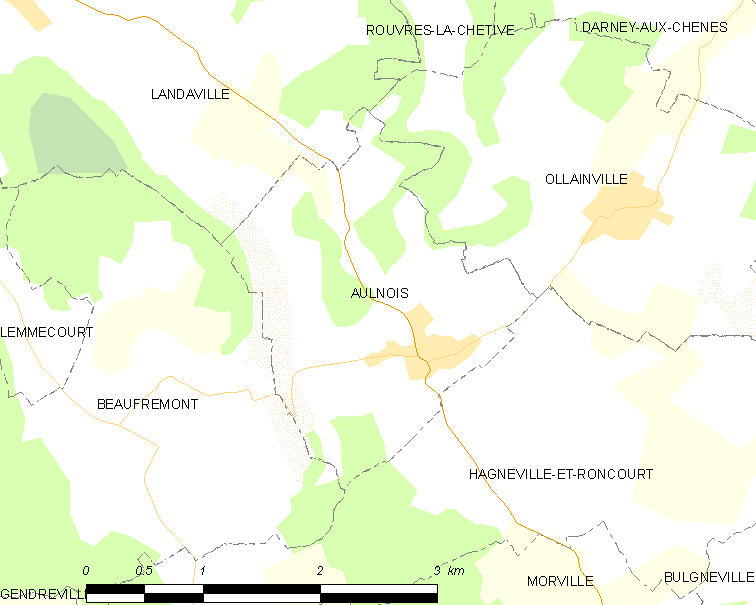
的OSM定位图

欧努瓦的时区为UTC+01:00、UTC+02:00（夏令时）。

## 行政
欧努瓦的邮政编码为88300，INSEE市镇编码为88017。

## 政治
欧努瓦所属的省级选区为维泰勒县。

## 人口

1962-2008年间人口变化图示

欧努瓦于2022年1月1日时的人口数量为165人。